# Kurt Böwe

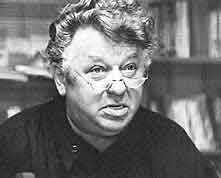
Kurt Böwe (1991)

Kurt Böwe (* 28. April 1929 in Reetz, Kreis Westprignitz; † 14. Juni 2000 in Berlin) war ein deutscher Schauspieler, der vor allem in der DDR in Film und Theater sehr erfolgreich war.

## Biografie
Kurt Böwe wurde als eines von sieben Kindern einer Reetzer Bauernfamilie geboren. Schon in der Jugendzeit hatte er Interesse an Literatur und dem Theater, so dass er, nachdem er 1949 sein Abitur beendete, eine Aufnahmeprüfung an der Schauspielschule des Deutschen Theaters in Berlin ablegte. Obwohl er eine Zulassung erhielt, studierte er von 1950 bis 1954 Germanistik und Theaterwissenschaften am Institut für Theaterwissenschaften der Humboldt-Universität zu Berlin, um eine akademische Laufbahn zu starten. Nach seinem Studium arbeitete er weitere sechs Jahre als Assistent an der Universität, wo er Vorträge in Theatergeschichte und Dramaturgie hielt. Parallel zu seiner Assistenz spielte er auch am Studententheater, wo ihn der damalige Leiter Horst Schönemann überredete, der Schauspielerei nachzugehen.
Nachdem er sich der Schauspielerei zugewandt hatte, führte ihn sein erstes Theaterengagement 1961 ans Maxim Gorki Theater. Es folgte eine kurze Zeit an der Volksbühne Berlin, anschließend ein Engagement am Landestheater Halle, bevor er 1973 auf die Bühne des Deutschen Theaters nach Berlin zurückzog. Von 1973 bis 1997 gehörte er zum dortigen Ensemble und avancierte in dieser Zeit zu einem der bekanntesten und beliebtesten Darsteller.
In Ost-Berlin startete 1961 auch seine Film- und Fernsehtätigkeit, anfangs noch in kleinen Rollen, wie beispielsweise in Konrad Wolfs DEFA-Streifen Ich war neunzehn, später auch in Hauptrollen, wie Wolfs Spielfilm Der nackte Mann auf dem Sportplatz aus dem Jahr 1973. Seine Darstellung des Bildhauer Kemmel brachte ihm den Durchbruch als Filmschauspieler und machte ihn national wie auch international bekannt. Daraufhin folgten unzählige weitere Film- und Fernsehtätigkeiten. Nach der Wende wurde Böwe dem gesamtdeutschen Publikum vor allem durch seine Rolle als Kriminaloberkommissar Kurt Groth in der Reihe Polizeiruf 110 bekannt. Böwe wirkte als Schauspieler vor der Kamera in über 100 Film-und-Fernsehproduktionen mit.
Mit seiner markanten Stimme war Böwe zudem als Synchronsprecher und Sprecher in etwa 150 Hörspielen – oftmals für Kinder – aktiv.
Böwe wurde 1968 mit dem Händelpreis des Bezirkes Halle und 1969 mit dem Kunstpreis der DDR ausgezeichnet. 1971 erhielt er den Nationalpreis der DDR III. Klasse für Kunst und Literatur und 1989 I. Klasse. Im Jahr 1977 wurde Böwe für seine Darstellung des Bürgermeisters in Uwe Saegers Besuch beim lieben Gott mit dem Sonderpreis der Kritiker beim DDR-Hörspielpreis und im Jahr 1990 mit dem Großen Hersfelder Preis geehrt. 1998 fungierte er als Erzähler der siebenteiligen ORB-Dokuserie Die Brandenburger – Chronik eines Landes.
Kurt Böwe war in zweiter Ehe mit der Hörspiel-Dramaturgin Heidemarie Böwe, geb. Schönknecht, verheiratet. Er ist Vater von insgesamt vier Kindern. Seine Töchter Susanne (* 1964) und Winnie (* 1973) sind ebenfalls Schauspielerinnen.
Kurt Böwe starb am 14. Juni 2000 im Alter von 71 Jahren an den Folgen einer langjährigen Krebserkrankung. Er fand seine letzte Ruhestätte auf dem Waldfriedhof in Krumbeck (Landkreis Prignitz).

## Werke

### Wichtige Theaterrollen
- „Die Räuber“ von Friedrich Schiller, Inszenierung: Maxim Vallentin und Hans Dieter Mäde, 1960
- „Rummelplatz“ von Ewan MacColl
- „Am Tage der Hochzeit“ von Victor Rosow
- „Die Geisel“ von Brendan Behan
- „Marat“, Inszenierung: Fritz Bornemann
- „Amphitryon“ (Sosias) von Armin Stolper
- „Die Kleinbürger“ von Maxim Gorki, Inszenierung: Horst Schönemann
- „Herr Puntila und sein Knecht Matti“ von Bertolt Brecht, Inszenierung: Christoph Schroth
- „Landshuter Erzählungen“ von Martin Sperr
- „Die Aula“ nach dem Roman von Hermann Kant
- „Nachtasyl“ von Maxim Gorki
- „Faust“ von Johann Wolfgang von Goethe
- „Michael Kohlhaas“ von Heinrich von Kleist, 1977
- „Dantons Tod“ von Georg Büchner, 1981
- „Die traurige Geschichte von Friedrich dem Großen“ nach Heinrich Mann, 1982
- „Gespenster“ von Henrik Ibsen, 1983
- „Iphigenie auf Tauris“ von Johann Wolfgang von Goethe, 1984
- „Der blaue Boll“ von Ernst Barlach, 1985
- „Der Sturmgeselle Sokrates“ von Hermann Sudermann, 1986
- „Kikeriki“ von Seán O’Casey, 1986
- „Berliner Lieder“, 1987
- „Die echten Sedemunds“ von Ernst Barlach, 1988
- „Die Geisel“ von Brendan Behan, 1989
- „Der Theatermacher“ von Thomas Bernhard, 1989
- „Der zerbrochene Krug“ von Heinrich von Kleist, Bad Hersfelder Festspiele, 1990
- „Das Wintermärchen“ von William Shakespeare, Schaubühne am Lehniner Platz, 1990, Regie: Luc Bondy[10]
- „Käthchen von Heilbronn“ von Heinrich von Kleist, 1991 unter Regie von Thomas Langhoff
- „Der Turm“ von Hugo von Hofmannsthal, 1992 unter Regie von Thomas Langhoff
- „Der Biberpelz“ von Gerhart Hauptmann, 1993
- „Der Cid“ von Pierre Corneille, 1993
- „Herr Paul“ von Tankred Dorst, 1994 unter Regie von Michael Gruner
- „Heinrich IV.“ von William Shakespeare, 1996 unter Regie von Thomas Langhoff
- „Weit weg von Hagedingen“ von Jean Paul Wenzel, 1997
- „Der Besuch der alten Dame“ von Friedrich Dürrenmatt, 1999 unter Regie von Thomas Langhoff

### Filme (Auswahl)
- 1963: Sonntagsfahrer
- 1964: Pension Boulanka
- 1965: Berlin um die Ecke – Regie: Gerhard Klein
- 1966: Blaulicht – Folge 26: Maskenball – Regie: Manfred Mosblech, Marga Hanke
- 1968: Die Toten bleiben jung – Regie: Joachim Kunert
- 1968–1970: Ich – Axel Cäsar Springer (TV, Teil 4 und 5) – Regie: Achim Hübner
- 1968: Blaulicht – Folge 29: Leichenfund im Jagen 14 – Regie: Manfred Mosblech
- 1968: Ich war neunzehn – Regie: Konrad Wolf
- 1971: Goya, Synchronisation der Titelrolle
- 1972: Leichensache Zernik – Regie: Helmut Nitzschke
- 1973: Den Wolken ein Stück näher (TV, 2 Teile) – Regie: Christian Steinke
- 1974: Der nackte Mann auf dem Sportplatz – Regie: Konrad Wolf
- 1974: Johannes Kepler – Regie: Frank Vogel
- 1975: Zwischen Nacht und Tag – Regie: Horst E. Brandt
- 1975: Broddi (TV, 3 Teile) – Regie: Ulrich Thein
- 1975: Heute ist Freitag (TV)
- 1975: Er könnte ja heute nicht schweigen (Sprecher)
- 1975: Ein Feigenblatt für Kuhle Wampe oder Wem gehört die Welt? (TV) – Regie: Werner Hecht & Christa Mühl
- 1976: Polizeiruf 110: Vorurteil? (TV-Reihe)
- 1976: Der besondere Tag: Tropfenträume (Sprecher)
- 1976: Ein altes Modell (TV)
- 1977: Tambari – Regie: Ulrich Weiß
- 1977: Ottokar der Weltverbesserer – Regie: Hans Kratzert
- 1979: Zünd an, es kommt die Feuerwehr – Regie: Rainer Simon
- 1979: Blauvogel – Regie: Ulrich Weiß
- 1979: Ende vom Lied (TV, 2 Teile) – Regie: Jurij Kramer
- 1979: Pinselheinrich (Fernsehfilm) – Regie: Hans Knötzsch
- 1979: Polizeiruf 110: Tödliche Illusion
- 1979: Die Rache des Kapitäns Mitchell (TV)
- 1980: Levins Mühle – Regie: Horst Seemann
- 1981/1988: Jadup und Boel – Regie: Rainer Simon
- 1981: Asta, mein Engelchen – Regie: Roland Oehme
- 1981: Das große Abenteuer des Kaspar Schmeck (TV, 3 Teile) – Regie: Gunter Friedrich
- 1981: Pugowitza – Regie: Jürgen Brauer
- 1981: Suturp – Eine Liebesgeschichte (TV) – Regie: Gerd Keil
- 1982: Märkische Forschungen – Regie: Roland Gräf
- 1982: Melanie van der Straaten (Fernsehfilm) – Regie: Thomas Langhoff
- 1982: Die Gerechten von Kummerow (Erzählerstimme) – Regie: Wolfgang Luderer
- 1983: Die traurige Geschichte von Friedrich dem Großen (Theateraufzeichnung)
- 1983: Automärchen – Regie: Erwin Stranka
- 1983: Es geht einer vor die Hunde (Fernsehfilm)
- 1983: Das Luftschiff
- 1983: Ein Schüler aus Mansfeld – Die Jugendjahre Martin Luthers – Sprecher
- 1983: Bürger Luther – Wittenberg 1508–1546 – Sprecher
- 1983/84: Einzug ins Paradies (TV, 6 Teile) – Regie: Achim Hübner & Wolfgang Hübner
- 1984: Paulines zweites Leben
- 1984: Die vertauschte Königin – Regie: Dieter Scharfenberg
- 1985: Ab heute erwachsen
- 1985: Besuch bei van Gogh – Regie: Horst Seemann
- 1985: Gritta von Rattenzuhausbeiuns (Sprecher) – Regie: Jürgen Brauer
- 1986: Der Junge mit dem großen schwarzen Hund – Regie: Hannelore Unterberg
- 1986: Das Buschgespenst (TV) – Regie: Vera Loebner
- 1986: Weihnachtsgeschichten (TV)
- 1988: Der blaue Boll (Theateraufzeichnung)
- 1989: Ein brauchbarer Mann
- 1989: Verflixtes Mißgeschick!
- 1989: Späte Ankunft (Fernseh-Zweiteiler)
- 1990: Pause für Wanzka (Fernsehfilm) – Regie: Vera Loebner
- 1991: Vaněk-Trilogie (Studioaufzeichnung)
- 1991: Die Sprache der Vögel – Regie: Fred Noczynski[11]
- 1992: Die Spur des Bernsteinzimmers – Regie: Roland Gräf
- 1992: Stilles Land – Regie: Andreas Dresen
- 1994: Polizeiruf 110: Bullerjahn – Regie: Manfred Stelzer
- 1994: Polizeiruf 110: Kiwi und Ratte – Regie: Manfred Stelzer
- 1995: Polizeiruf 110: Über Bande – Regie: Manfred Stelzer
- 1995: Polizeiruf 110: Taxi zur Bank – Regie: Manfred Stelzer
- 1995: Polizeiruf 110: Alte Freunde – Regie: Markus Imboden
- 1996: Polizeiruf 110: Gefährliche Küsse – Regie: Manfred Stelzer
- 1996: Polizeiruf 110: Die Gazelle – Regie: Bodo Fürneisen
- 1997: Polizeiruf 110: Der Fremde – Regie: Manfred Stelzer
- 1997: Polizeiruf 110: Über den Tod hinaus – Regie: Manfred Stelzer
- 1998: Polizeiruf 110: Live in den Tod – Regie: Manfred Stelzer
- 1998: Polizeiruf 110: Katz und Kater – Regie: Manfred Stelzer
- 1998: Spuk aus der Gruft (TV-Vierteiler) – Regie: Günter Meyer
- 1998: Die Brandenburger – Chronik eines Landes (7-teilige Dokuserie, Erzähler)
- 1999: Polizeiruf 110: Rasputin – Regie: Hans-Erich Viet
- 1999: Polizeiruf 110: Über den Dächern von Schwerin – Regie: Hans-Erich Viet
- 2000: Polizeiruf 110: Ihr größter Fall – Regie: Hans-Erich Viet

### Hörspiele
- 1964: William Shakespeare: Macbeth (Banquo) – Regie: Fritz Göhler (Hörspiel – Rundfunk der DDR)
- 1965: Gisela Horn: Der große Fall (Mr. Rowley) – Regie: Manfred Täubert (Kinderhörspiel – Rundfunk der DDR)
- 1967: Siegfried Pfaff: Regina B. – Ein Tag in ihrem Leben (Schubert) – Regie: Fritz-Ernst Fechner (Hörspiel – Rundfunk der DDR)
- 1967: James Fenimore Cooper: Der letzte Mohikaner (Falkenauge) – Regie: Dieter Scharfenberg (Kinderhörspiel – Litera)
- 1968: Gerhard Rentzsch: Am Brunnen vor dem Tore (Sommer) – Regie: Hans Knötzsch (Hörspiel – Rundfunk der DDR)
- 1968: Eberhard Fensch: Die Träume des Dr. Reinschmidt – Regie: Horst Schönemann (Rundfunk der DDR)
- 1968: Erich Schlossarek: Risiko – Regie: Fritz Göhler (Rundfunk der DDR)
- 1968: Day Keene/Warren Brand: Naked Fury – Nackte Gewalt (Dan Malloy) – Regie: Helmut Hellstorff (Kriminalhörspiel – Rundfunk der DDR)
- 1968: Rolf Schneider: Stimmen danach (Fabrikant) – Regie: Walter Niklaus (Hörspiel – Rundfunk der DDR)
- 1968: Arne Leonhardt: ‘s ist Feierabend  (Georg Prödler) – Regie: Walter Niklaus (Hörspiel – Rundfunk der DDR)
- 1968: Zvonimir Bajsic: Betrüger (Co) – Regie: Wolfgang Brunecker (Rundfunk der DDR)
- 1969: Wolfgang Kohlhaase: Fragen an ein Photo – Regie: Helmut Hellstorff (Rundfunk der DDR)
- 1970: Gerhard Bengsch: Krupp und Krause – Regie: Walter Niklaus (Hörspiel (3 Teile) – Rundfunk der DDR)
- 1971: Günther Rücker: Portrait einer dicken Frau (Bildhauer) – Regie: Günther Rücker (Hörspiel – Rundfunk der DDR)
- 1972: Ben Jonson: Volpone oder der Fuchs – Regie: Werner Grunow (Hörspiel – Rundfunk der DDR)
- 1972: Karl Hermann Roehricht: Private Galerie (Herbert) – Mitautor und Regie: Günther Rücker (Hörspiel – Rundfunk der DDR)
- 1973: Bertolt Brecht: Leben des Galilei (Galilei) – Regie: Fritz Göhler (Hörspiel – Rundfunk der DDR)
- 1973: Arne Leonhardt: Schach der Dame oder Wie ich zu einem Mann kommen sollte (Passek) – Regie: Werner Grunow (Hörspiel – Rundfunk der DDR)
- 1974: Hans-Jürgen Bloch: Nicht nur tausendjährige Eichen (Alfredo) – Regie: Joachim Staritz (Hörspiel – Rundfunk der DDR)
- 1974: Lia Pirskawetz: Vox Humana (Parteisekretär) – Regie: Fritz Göhler (Hörspiel – Rundfunk der DDR)
- 1974: Joachim Nowotny: Ein altes Modell – Regie: Walter Niklaus (Hörspiel – Rundfunk der DDR)
- 1974: Joachim Walther: Randbewohner – Regie: Werner Grunow (Hörspiel – Rundfunk der DDR)
- 1975: Gabriel García Márquez: Zeit zu sterben – Regie: Wolfgang Schonendorf (Hörspiel – Rundfunk der DDR)
- 1976: Günter Kunert: Ein anderer K. – Regie: Horst Liepach (Hörspiel – Rundfunk der DDR)
- 1976: Wolfgang Kohlhaase: Die Grünstein-Variante (Lodek) – Regie: Günther Rücker (Hörspiel – Rundfunk der DDR)
- 1976: Mark Twain: Die Abenteuer des Huckleberry Finn (Doktor) – Regie: Theodor Popp (Kinderhörspiel – Litera)
- 1977: Peter Goslicki/Peter Troche: Glassplitter (Haupt) – Regie: Joachim Staritz (Hörspiel – Rundfunk der DDR)
- 1977: Juri Trifonow: Der Tausch (Dmitrijews Vater) – Regie: Joachim Staritz (Hörspiel – Rundfunk der DDR)
- 1978: Karel Čapek: Taschenspiele (Kommissar Havlicek) – Regie: Joachim Staritz (Hörspiel – Rundfunk der DDR)
- 1978: Isaak Babel: Maria (Dymschitz) – Regie: Joachim Staritz (Hörspiel – Rundfunk der DDR)
- 1978: P. T. Barnum: Alles Humbug (Barnum) – Regie: Joachim Staritz (Hörspiel – Rundfunk der DDR)
- 1980: Ernst Barlach: Der blaue Boll (Boll) – Regie: Peter Groeger (Hörspiel – Rundfunk der DDR)
- 1981: Samuil Marschak: Das Tierhäuschen (Bär, Fuchs) – Regie: Maritta Hübner (Kinderhörspiel – Rundfunk der DDR)
- 1981: Theodor Storm: Pole Poppenspäler – Regie: Norbert Speer (Kinderhörspiel – Rundfunk der DDR)
- 1982: Peter Hacks: Das Turmverlies – Geschichten von Henriette und Onkel Titus (Onkel Titus) – Regie: Fritz Göhler (Kinderhörspiel – Litera)
- 1982: Peter Hacks: Das Windloch – Geschichten von Henriette und Onkel Titus (Onkel Titus alias Clemens Mopp) – Regie: Fritz Göhler (Kinderhörspiel – Litera)
- 1983: Don Haworth: An einem Tag im Sommer in einem Garten, Regie: Albrecht Surkau (Hörspiel Kunstkopf – Rundfunk der DDR)
- 1983: Henrik Ibsen: John Gabriel Borkman (Borkman) – Regie: Albrecht Surkau (Hörspiel – Rundfunk der DDR)
- 1984: Albert Wendt: Vogelkopp (Vogelkopp) – Regie: Norbert Speer (Kinderhörspiel – Rundfunk der DDR)
- 1985: Hans Lucke: Stadelmann (Stadelmann) – Regie: Werner Grunow (Hörspiel, Kunstkopf – Rundfunk der DDR)
- 1985: Kurt Tucholsky: Rheinsberg (Erzähler) – Regie: Barbara Plensat (Hörspiel – Rundfunk der DDR)
- 1985: Gerhard Rentzsch: Darf ich wieder zu Napoleon? – Nachmittagsplaudereien auf Sankt Helena (Napoleon) Regie: Joachim Staritz (Hörspiel – Rundfunk der DDR)
- 1986: Dieter Scharfenberg: Petrea und die Blütenkaiserin – Regie: Dieter Scharfenberg (Kinderhörspiel – Rundfunk der DDR)
- 1987: Reinhard Griebner: Ich gehöre aber einer anderen Richtung an (Lichtenberg) – Regie: Fritz Göhler (Hörspiel – Rundfunk der DDR)
- 1991: Lothar Trolle: Ein Vormittag in der Freiheit oder Sie gestatten, Lehmann, vorn mit L wie Lenin – Regie: Karlheinz Liefers (Hörspiel – Funkhaus Berlin)
- 1991: Alexander Wolkow: Urfin und seine Holzsoldaten (Charlie Black) – Regie: Dieter Scharfenberg (Hörspiel – Litera)
- 1991: Gerhard Rentzsch: Szenen aus deutschen Landen, eingeleitet und mit Zwischenberichten versehen über die Reise eines Mannes mit Pappkarton – Regie: Walter Niklaus (Hörspielreihe: Augenblickchen Nr. 4 – DS Kultur/BR)
- 1997: Monika Lätzsch: Matjessaison – Regie: Günter Bommert (Hörspiel – MDR)
- 1998: Anton Tschechow: Eine langweilige Geschichte – Regie: Günter Bommert (Hörspiel – MDR)
- 1989: Karl May: Hadschi Halef Omar (Scheikh Malek) – Regie: Jürgen Schmidt (Litera)

### Tonträger (Auswahl)
- James Fenimore Cooper: Der letzte Mohikaner (Falkenauge), 1970, LITERA – 8 60 139.
- Johann Wolfgang von Goethe: Faust. Szenen aus dem I. und II. Teil der Tragödie (Faust), Deutsch – Literatur Klasse 10, 1972, SCHOLA – 8 70 052 / 8 70 053.
- Da hat vor fuffzich Jahren – Heitere Chansons und Couplets (Der Wind auf der Warschauer Brücke), 1972, Nova – 8 85 030.
- Brüder Grimm: Der Hase und der Igel (Igel), 1973, LITERA – 5 65 107.
- Ehm Welk: Die Gerechten von Kummerow (Pastor), 1973, LITERA – 8 60 114.
- Brüder Grimm: Die kluge Bauerntochter (Vater), 1974, LITERA – 8 65 205.
- Brüder Grimm: Der gestiefelte Kater / Der Trommler (König/Riese), 1975, LITERA – 8 65 208.
- Bauernkrieg 1525 – Dokumente (Sprecher), 1975, LITERA.
- Robert Louis Stevenson: Der Flaschenteufel (Erzähler), 1975, LITERA – 8 65 178.
- Mark Twain: Huckleberry Finn (Der Doktor), 1976, LITERA – 8 60 09.
- Alexander Sergejewitsch Puschkin: Märchen vom Zaren Saltan, von seinem Sohn, dem Berühmten und Mächtigen Recken Fürst Gwidon Saltanowitsch und von der wunderschönen Schwanenprinzessin, 1978, LITERA – 8 65 251.
- Leonid Solowjow: Nasreddin in Buchara (Emir von Buchara), 1979, LITERA – 8 65 270.
- Brüder Grimm: Der Fischer und seine Frau (Fischer), 1980, LITERA.
- Pablo Neruda: Ich geh an die Tür, Dornen zu empfangen (Sprecher), 1981, LITERA – 8 65 378.
- Peter Hacks: Das Windloch (Onkel Titus alias Clemens Mopp), 1982, LITERA – 8 65 328.
- Peter Hacks: Das Turmverlies (Onkel Titus), 1982, LITERA – 8 65 329.
- Albert Wendt: Der Fahrer und die Köchin (Fahrer), 1982, LITERA 8 60 313.
- Gottfried August Bürger: Wunderbare Reisen zu Lande, zu Wasser und durch die Luft des Freiherrn von Münchhausen, wie er dieselben bei der Flasche im Zirkel seiner Freunde selbst zu erzählen pflegte (Münchhausen), 1984, LITERA 8 65 330.
- Eugen Eschner, Gerhard Rosenfeld: Till Eulenspiegels mehrsteils wohlige Nacht / In der Herberg zu Kneiteln, (Bäcker) 1985, LITERA – 8 65 373/374.
- Volksmärchen: Petrea und die Blütenkaiserin und andere Volksmärchen aus aller Welt (Erzähler), 1986, LITERA – 8 65 384.
- Wilhelm Hauff: Das Kalte Herz (Peters Vater), 1986, LITERA – 8 65 385.
- Hans Christian Andersen: Des Kaisers neue Kleider (Kunz), 1987, LITERA – 8 65 397.
- Berliner Lieder von damals und gestern (Sprecher und Gesang), 1987, Litera 8 65 419.
- Rote Kapelle – Dokumente (Sprecher), 1987, LITERA – 8 65 395-396.
- Maxie Wander: Guten Morgen, Du Schöne (Eröffnungslied), 1988, LITERA – 8 65 371/372.
- Andrej Platonow: Die Schustersfrau als Zarin/ Wanja, der Bär und der Fisch (Schuster/Bauer), LITERA – 8 65 215.
- Karl May: Hadschi Halef Omar (Scheikh Malek), 1989, LITERA – 8 65 444.
- Alexander Wolkow: Urfin und seine Holzsoldaten (Charlie Black), 1990, Litera Junior – 0452 003.
- Kurt Böwe liest Theodor Fontane: Meine Kinderjahre, Von zwanzig bis dreißig, ORB 1992/1993, 11 CDs, Verlag Das Neue Berlin, ISBN 3-360-01010-8.
- Kurt Böwe liest aus seinen Erinnerungen „Der lange kurze Atem“, Aufzeichnung der Buchpremiere, die am 15. Oktober 1995 in den Kammerspielen des Deutschen Theaters Berlin stattfand, MC, Eule-Media 1996, ISBN 3-359-01002-7; CD-Nachauflage: Verlag Das Neue Berlin 1999, ISBN 3-360-01007-8.
- Kurt Böwe liest Theodor Fontane: Briefe des Alterns, Regie: Jürgen Schmidt, MC, Verlag Das Neue Berlin 1997, ISBN 3-360-01009-4.
- Kurt Böwe in: An einem Tag im Sommer in einem Garten von Don Haworth, Kunstkopf-Hörspiel, Regie: Albrecht Surkau, Rundfunk der DDR 1983 / HörZeichen Gerichshain 2000, ISBN 3-934492-01-0.
- Kurt Böwe in: Rheinsberg – ein Hörbuch für Verliebte nach Kurt Tucholsky (Erzähler), Regie Barbara Plensat, Rundfunk der DDR 1985 / Der Audio Verlag 2001, ISBN 3-89813-158-0, Nachauflage 2012: ISBN 978-3-86231-157-6.
- Kurt Böwe in: Die Grünstein-Variante, Hörspiel von Wolfgang Kohlhaase, Regie: Günther Rücker und Barbara Plensat, Rundfunk der DDR 1976 / Der Audio Verlag 2002, ISBN 3-89813-176-9.[12]
- Kurt Böwe liest Theodor Fontane: Grete Minde, Regie: Veronika Hübner, 240 Min., mp3-CD, MDR 1995 / Der Audio Verlag 2015, ISBN 978-3-86231-558-1.
- Kurt Böwe liest Erich Loest: Durch die Erde ein Riss – Ein Lebenslauf, Regie: Matthias Thalheim, ungekürzte Lesung, 2 mp3-CDs, SachsenRadio 1990 / Der Audio Verlag 2020, ISBN 978-3-7424-1455-7.